# F-1
De F-1 is een raketmotor die eind jaren vijftig in de Verenigde Staten door Rocketdyne is ontwikkeld en in de jaren zestig en begin jaren zeventig in de Saturnus V-raket werd gebruikt. Vijf F-1-motoren werden gebruikt in de eerste trap van elke Saturnus V, die diende als de belangrijkste draagraket van het Apolloprogramma. De F-1 blijft de krachtigste raketmotor met één verbrandingskamer die was ontwikkeld voor vloeibare brandstof.

## Geschiedenis
Rocketdyne ontwikkelde de F-1 en de E-1 om te voldoen aan de eisen van de Amerikaanse Luchtmacht uit 1955 voor een zeer grote raketmotor. De E-1, hoewel met succes getest, werd al snel gezien als een technologisch doodlopende weg en werd vervangen door de grotere, krachtigere F-1. De luchtmacht stopte uiteindelijk de ontwikkeling van de F-1 omdat er geen behoefte was aan zo'n grote motor. De onlangs opgerichte National Aeronautics and Space Administration (NASA) waardeerde echter wel het nut van een motor met zoveel kracht en schakelde Rocketdyne in om de ontwikkeling ervan te voltooien. Testontbranding van F-1-componenten werden al in 1957 uitgevoerd. De eerste ontbrandingen in de ontwikkelingsfase van de F-1 werd uitgevoerd in maart 1959. De eerste F-1 werd in oktober 1963 aan NASA MSFC geleverd. In december 1964 voltooide de F-1 zijn eerste statische certificatietests. Het testen ging door tot 1965.
Vroege ontwikkelingstests brachten ernstige problemen met de instabiliteit van de verbranding aan het licht, die soms catastrofaal waren. Aanvankelijk verliep de voortgang van de oplossing van dit probleem traag, aangezien het met tussenpozen en onvoorspelbaar was. Trillingen van 4 tot 24 kHz werden waargenomen. Uiteindelijk ontwikkelden ingenieurs een diagnostische techniek om kleine explosieve ladingen (die ze "bommen" noemden) buiten de verbrandingskamer door een tangentiële buis (RDX, C-4 of buskruit) tot ontploffing te brengen terwijl de motor aan het branden was. Hierdoor konden ze precies bepalen hoe de verbrandingskamer reageerde op variaties in druk en hoe deze oscillaties teniet konden worden gedaan. De ontwerpers konden vervolgens snel experimenteren met verschillende coaxiale ontwerpen van brandstofinjectoren om de meeste stabiliteit te verkrijgen. Deze problemen werden aangepakt van 1959 tot 1961. Uiteindelijk was de verbranding van de motor zo stabiel dat hij zichzelf binnen een tiende van een seconde zou dempen bij kunstmatig veroorzaakte instabiliteit.

## Ontwerp

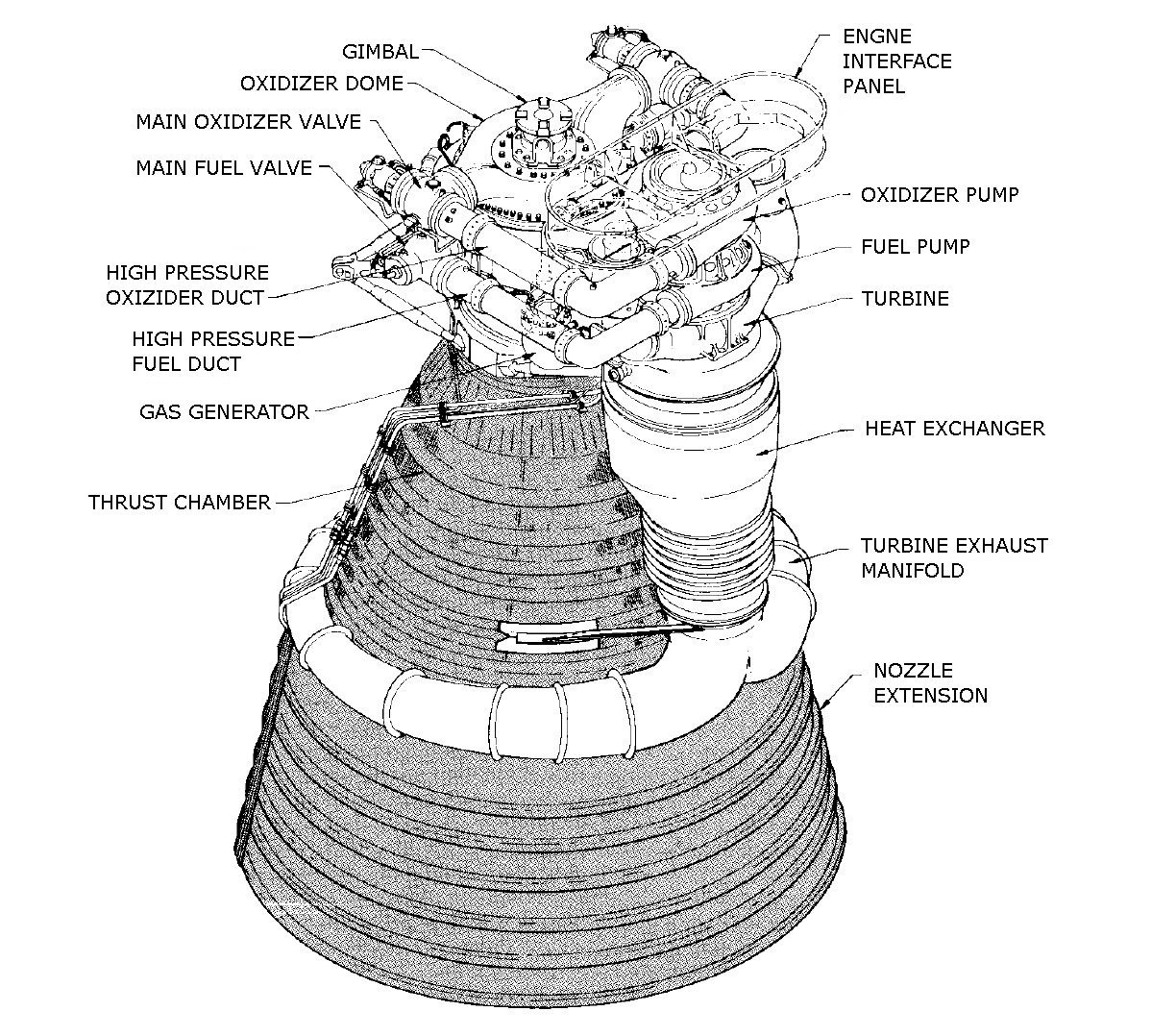
De onderdelen van de motor

De F-1 verbrandde RP-1 als brandstof en gebruikte vloeibare zuurstof (LOX) als oxidator.
Een opmerkelijke uitdaging bij de constructie van de F-1 was regeneratieve koeling van de verbrandingskamer. Chemisch ingenieur Dennis Brevik stond voor de taak om ervoor te zorgen dat de voorlopige buizenbundel van de verbrandingskamer en het straalpijpontwerp, geproduceerd door Al Bokstellar, koel zouden blijven. In wezen was het de taak van Brevik om "ervoor te zorgen dat de verbrandingskamer niet smelt." Door Brevik's berekeningen van de hydrodynamische en thermodynamische eigenschappen van de F-1 konden hij en zijn team een probleem oplossen dat bekend staat als 'uithongering'. Dit is wanneer een onbalans van statische druk leidt tot 'hot spots' in de straalpijpen. Het materiaal dat werd gebruikt voor de F-1 stuwkamerbuisbundel, versterkingsbanden en verdeelstuk was een Inconel-X750, een brandwerende legering op nikkel-basis die bestand is tegen hoge temperaturen.
Het hart van de motor is de verbrandingskamer, die de brandstof en oxidator mengde en verbrandde om stuwkracht te produceren. Een koepelvormige kamer aan de bovenkant van de motor diende als een straalpijp die vloeibare zuurstof naar de motor leverde, en diende ook als een steun voor het cardanische lager die de stuwkracht overbracht op de 'romp' van de raket. Onder deze koepel bevonden zich de injectoren, die brandstof en oxidator in de stuwkamer stuurden op een manier die was ontworpen om menging en verbranding te bevorderen. Brandstof werd aan de injectoren geleverd vanuit een apart spruitstuk; een deel van de brandstof stroomde eerst in 178 buizen langs de lengte van de verbrandingskamer - die ongeveer de bovenste helft van het straalpijp vormde - en terug om het straalpijp te koelen.
Onder de verbrandingskamer bevond zich de verlenging van de straalpijp, ongeveer de helft van de lengte van de motor. Deze verlenging verhoogde de vegrootverhouding van de motor van 10:1 naar 16:1. De uitlaatgassen van de turbine werden via een groot, taps toelopend verdeelstuk in het verlengstuk van de straalpijp gevoerd; dit relatief koele gas vormde een film die de verlenging van de brandkamer beschermde tegen het hete (3200 °C) uitlaatgas.
Per seconde verbruikte de F-1-motor 1.789 kg vloeibare zuurstof en 788 kg RP-1, wat 6,7 meganewton stuwkracht opleverde. Tijdens hun 2½ minuut durende operatie brachten de vijf F-1's de Saturn V-raket tot een hoogte van 68 km en een snelheid van 9.920 km/h. Elke F-1-motor had meer stuwkracht dan drie Space Shuttle-hoofdmotoren samen.
De thrust vector controllers, hydraulische cilinders waarmee de F-1’s aan de onderzijde van de raket werden opgehangen waren bedoeld om de motoren te kunnen kantelen voor de besturing. Om de Saturnus V “simpel” te houden werd er geen aparte hydrauliekvloeistof gebruikt maar kerosine uit de brandstoftank.

## Afbeeldingen

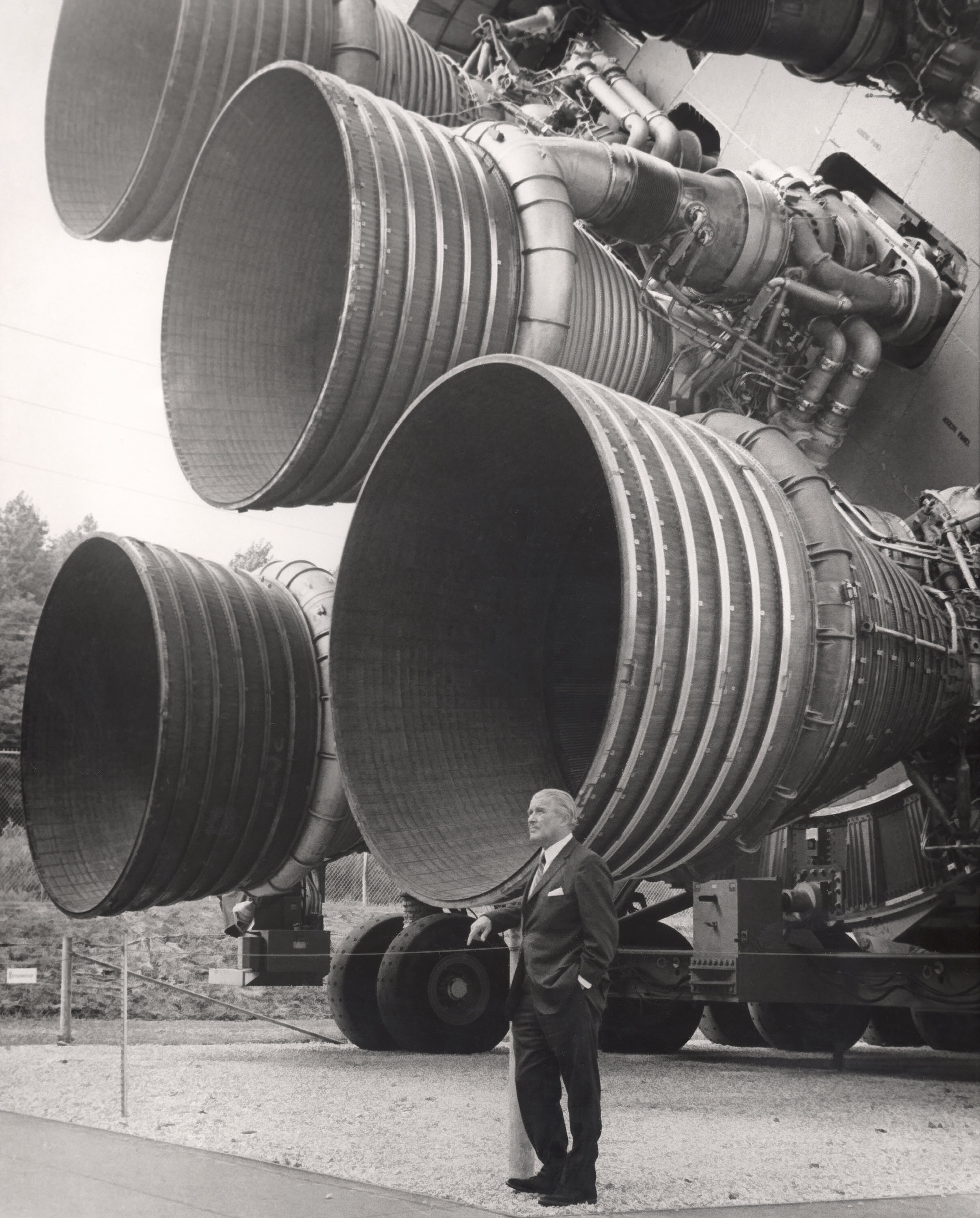
Wernher von Braun staand bij de F-1 motoren van de Saturn V.
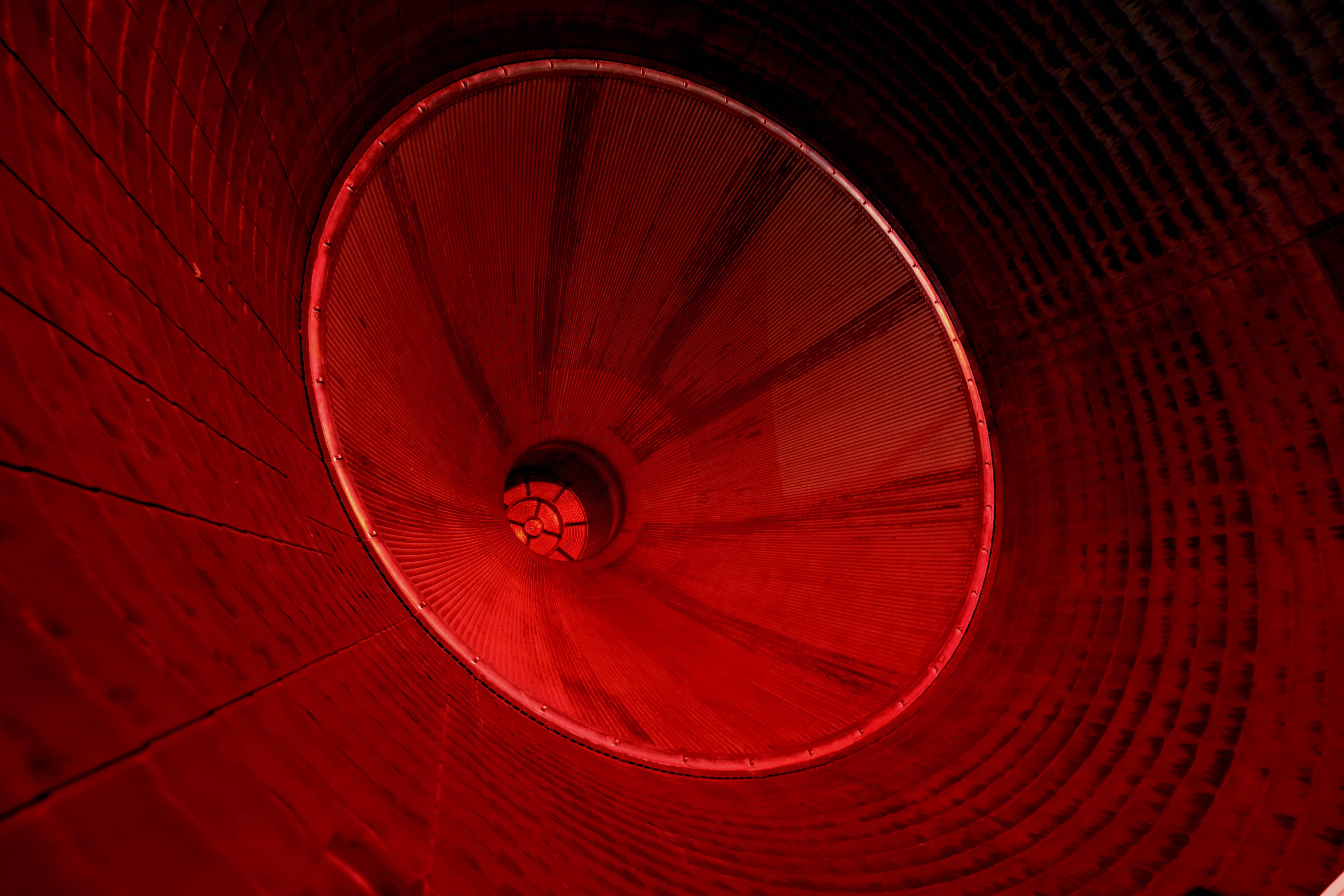
De verbrandingskamer.
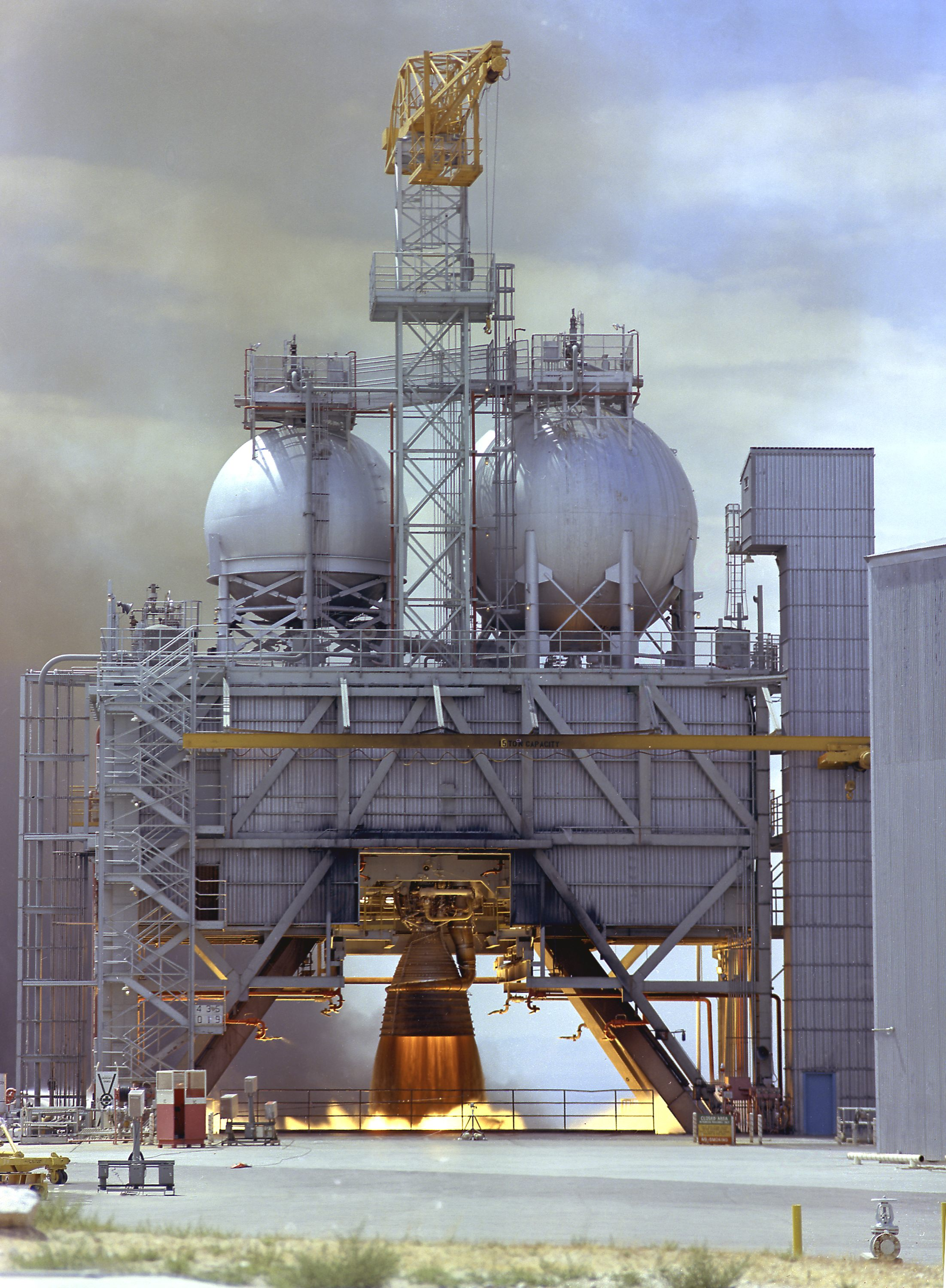
Motortest bij Edwards Air Force Base.
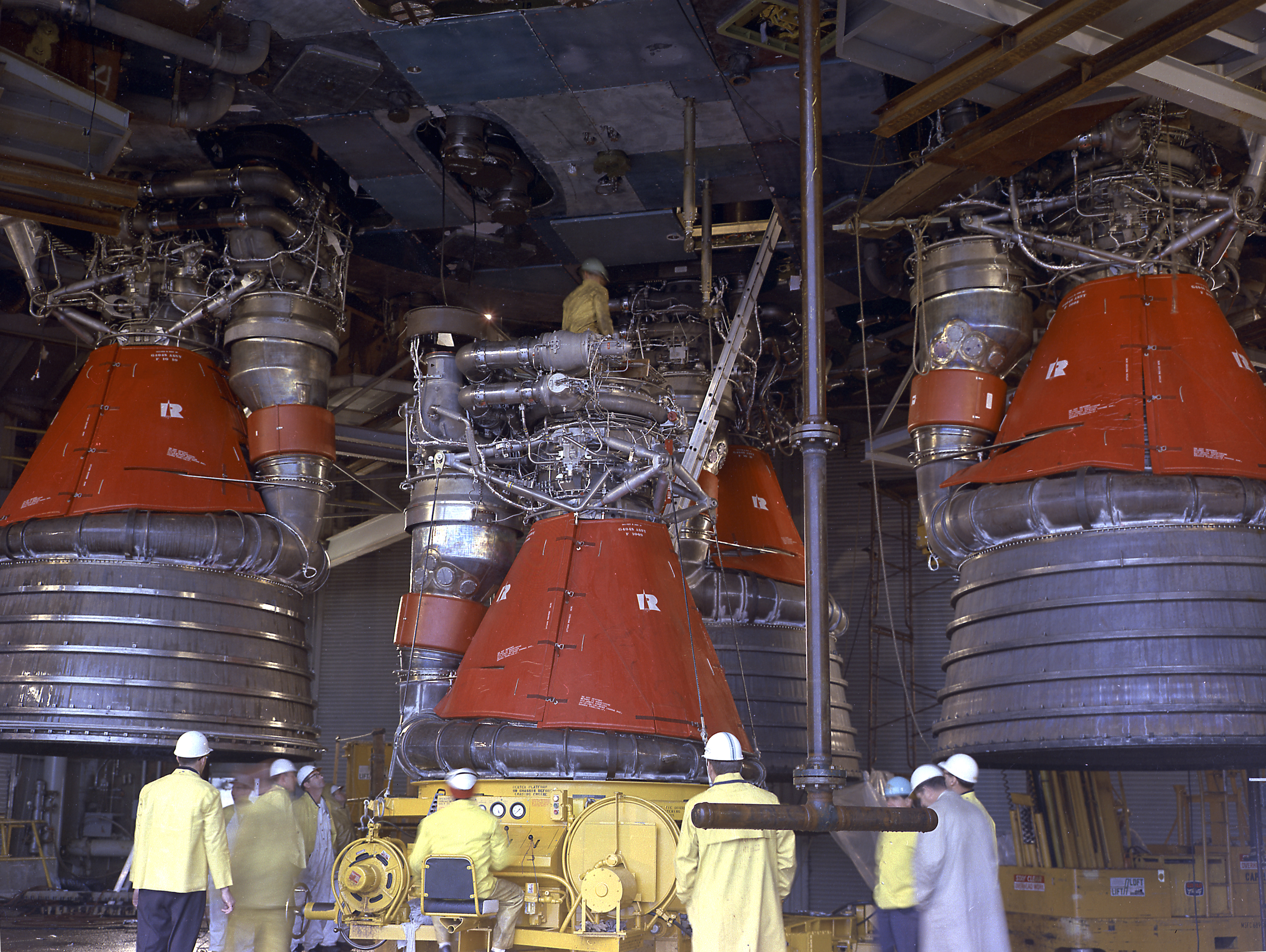
De motoren worden geïnstalleerd.
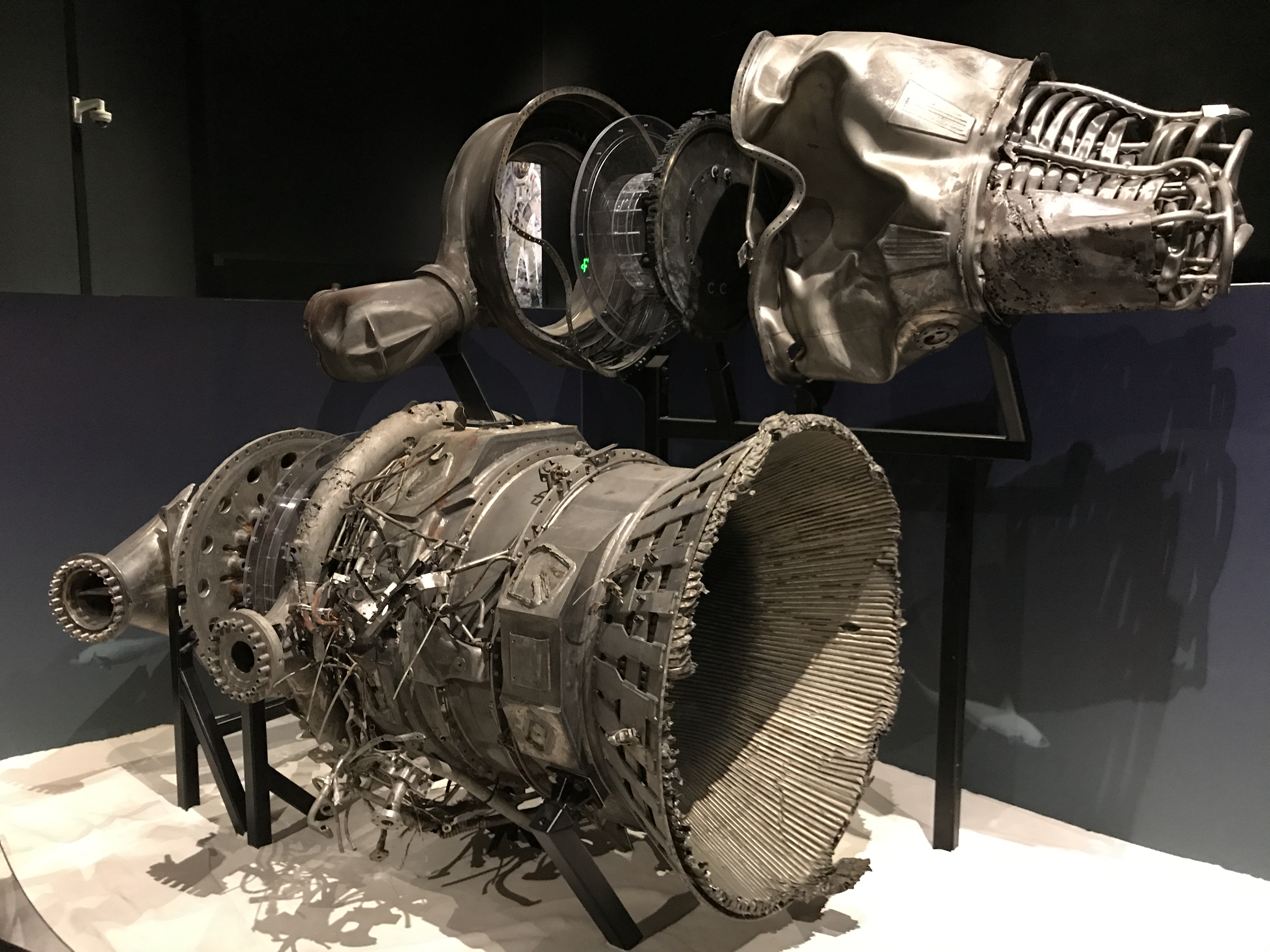
Geborgen onderdelen van de raketmotor.